# SummerSlam (1993)
SummerSlam (1993) foi o sexto evento anual do SummerSlam, promovido pela World Wrestling Federation (WWF) e transmitido por pay-per-view. Aconteceu dia 30 de agosto de 1993 no Palace of Auburn Hills em Auburn Hills, Michigan.

## Resultados
| Nº                                          | Resultados | Estipulações                                           | Tempo |
| ------------------------------------------- | --- | ------------------------------------------------------ | ----- |
| Dark                                        | Owen Hart derrotou Barry Horowitz                                                                                               | Luta individual                                        | 8:32  |
| 1                                           | Razor Ramon derrotou Ted DiBiase                                                                                                | Luta individual                                        | 7:32  |
| 2                                           | Steiner Brothers (Rick e Scott) (c) derrotaram Heavenly Bodies (Tom Prichard e Jimmy Del Ray) (com Jim Cornette)                | Luta de duplas pelo WWF Tag Team Championship          | 9:28  |
| 3                                           | Shawn Michaels (c) (com Diesel) derrotou Mr. Perfect por contagem                                                               | Luta individual pelo WWF Intercontinental Championship | 11:20 |
| 4                                           | Irwin R. Schyster derrotou The 1-2-3 Kid                                                                                        | Luta individual                                        | 5:44  |
| 5                                           | Bret Hart derrotou Doink the Clown (com Jerry Lawler)                                                                           | Luta individual                                        | 9:05  |
| 6                                           | Jerry Lawler derrotou Bret Hart por desqualificação                                                                             | Luta individual                                        | 6:32  |
| 7                                           | Ludvig Borga derrotou Marty Jannetty                                                                                            | Luta individual                                        | 5:15  |
| 8                                           | The Undertaker (com Paul Bearer) derrotou Giant Gonzalez (com Harvey Wippleman)                                                 | Luta "descanse em paz"                                 | 8:04  |
| 9                                           | Tatanka e The Smokin' Gunns (Billy e Bart) derrotaram Bam Bam Bigelow e The Headshrinkers (Fatu e Samu) (com Afa e Luna Vachon) | Luta de duplas                                         | 11:15 |
| 10                                          | Lex Luger derrotou Yokozuna (c) (com Mr. Fuji e Jim Cornette) por contagem                                                      | Luta individual pelo WWF Championship                  | 17:58 |
| (c) – Refere-se aos campeões antes da luta. | |                                                        |       |